# عبد الرحمن الحبيب
عبد الرحمن عبد الله الحبيب الراوي هو اقتصادي وسياسي عراقي، ولد في مدينة عانة سنة 1920.
عمل معلما في العام الدراسي 1945-1946، ثم حصل على الدكتوراه في الاقتصاد سنة 1956.
شغل منصب وكيل وزارة المالية ثم شغل منصب وزير المالية عامي 1967 و1968.
عمل أستاذا في قسم الاقتصاد بجامعة الكويت للفترة (1978-1987) ودرس مواد التاريخ الاقتصادي والاقتصاد التنموي.

## مؤلفاته
- تعاون البلاد العربية في مجالات تطوير العلاقات الاقتصادية مع دول وإمارات الخليج العربي، 1972
- نظام النقد الدولي والتجارة الخارجية للبلاد العربية، تأليف مشترك مع عبد المنعم السيد علي، 1985